# Germanism (språkvetenskap)
Germanism betecknar ett språkligt drag eller ord (form) som beror på tyskt inflytande.

## Exempel
| Tyska | Germanism | Nusvenska               |
| ----- | --------- | ----------------------- |
|       |           |                         |
|       |           |                         |
| rund  | runt      | cirka, omkring, ungefär |